# Marcus Furius Camillus
Marcus Furius Camillus (kolem 446 př. n. l. – 365 př. n. l.) byl římský politik a vojevůdce patricijského původu. Podle Livia byl Camillus v roce 403 př. n. l. zvolen cenzorem a šestkrát vykonával úřad vojenského tribuna s pravomocí konzula. Dále měl mezi léty 396 až 367 př. n. l. pětkrát zastávat funkci diktátora, ačkoli spolehlivě prokázány jsou pouze dvě jeho diktatury. Jeho spoluobčané mu měli za jeho zásluhy udělit titul „druhého zakladatele Říma“. Mnoho podrobností o jeho životě bylo ovšem pozdějšími římskými historiky opředeno mýty a zveličeno.
Jako tribun s pravomocí konzula (úřad, jenž zhruba od poloviny 5. století př. n. l. do poloviny 4. století př. n. l. existoval na místo konzulátu) bojoval proti Etruskům u měst Faleria v roce 401 př. n. l. a u Capeny o tři roky později. Jako diktátor dobyl lstí etruské město v roce Veje 396 př. n. l., které kapitulovalo snad po desetiletém obléhání, když se Camillovi vojáci podkopali tunelem za hradby města. Po tomto vítězství mu bylo dovoleno oslavit první z jeho celkem čtyř triumfů. O několik let později měl být tribunem lidu Luciem Apuleiem nařčen ze zpronevěry nespravedlivě rozdělené kořisti z Vejí, načež byl údajně odsouzen k peněžitému trestu a dobrovolně odešel do vyhnanství do města Ardea. Kromě tohoto obvinění mu Římané vytýkali jeho patricijskou povýšenost a skutečnost, že při svém triumfu vstoupil do Říma na válečném voze taženém čtyřspřežím, což jim připomnělo dobu, kdy městu vládli králové. Camillova diktatura během invaze Galů do Latia v roce 387 př. n. l. (případně 390 př. n. l.) není historicky zcela potvrzená. Poté, co galský náčelník Brennus zvítězil nad Římany v bitvě na řece Allii a následně vypálil Řím (s výjimkou Kapitolu), povolali Římané Camilla zpět a ustavili ho diktátorem. Camillus prý shromáždil latinské spojence a zbytky poraženého římského vojska, s nimiž pokračoval ve válce. Je možné, že toto odpovídá skutečnosti, nicméně Camillus nebyl schopen vypudit Galy z města. V únoru 386 př. n. l. proto Římané a Galové uzavřeli mírovou smlouvu, v níž se Římané zavazovali zaplatit 1000 liber zlata, zatímco Galové se měli stáhnout z města. Ustupující Galy prý Camillus napadl a rozhodně porazil v bitvě nedaleko města. Tato záchrana římské cti stejně jako Camillův protest proti přesídlení do Vejí jsou však spíše pozdější konstrukce Livia a Plútarcha.
Po vyhnání Galů měl Camillus odradit Římany, sklíčené vydrancováním svého města, od odchodu do Vejí a přesvědčit je o nutnosti opětného vybudování města. V dalších letech zřejmě vedl římské vojsko v úspěšných bojích proti Aequům, Volskům a Etruskům a v roce 367 př. n. l. odrazil další invazi Galů. Ačkoli byl patricijem, uvědomoval si nezbytnost ústupků vůči plebejům a rozhodně se zasadil za schválení Liciniova zákona. V roce 365 př. n. l. zemřel ve věku 81 let na mor. Camillovy životopisy v Liviově a Plútarchově podání jsou nepochybně značně neautentické a sporné. Dokladem toho je patrně i historka o vychovateli, který se, když Camillus zaútočil na Falerie, pokusil zradit svoji obec, přičemž odvedl do Camillova tábora syny prominentních občanů města. Podle Liviova tvrzení ho ale Camillus vydal i s dětmi obyvatelům města. Falerští, na něž zapůsobila Camillova šlechetnost, se pak ihned vzdali.